# Borki Wielkie (stacja kolejowa)
Borki Wielkie (ukr. Бірки-Великі) – węzłowa stacja kolejowa w miejscowości Borki Wielkie, w rejonie tarnopolskim, w obwodzie tarnopolskim, na Ukrainie. Węzeł linii Odessa – Lwów ze ślepą linią do Skałatu i Grzymałowa.

## Historia
Stacja powstała w XIX w., gdy tereny te należały do Austro-Węgier, na trasie kolei galicyjskiej im. Karola Ludwika. W II Rzeczypospolitej nosiła obecną nazwę.

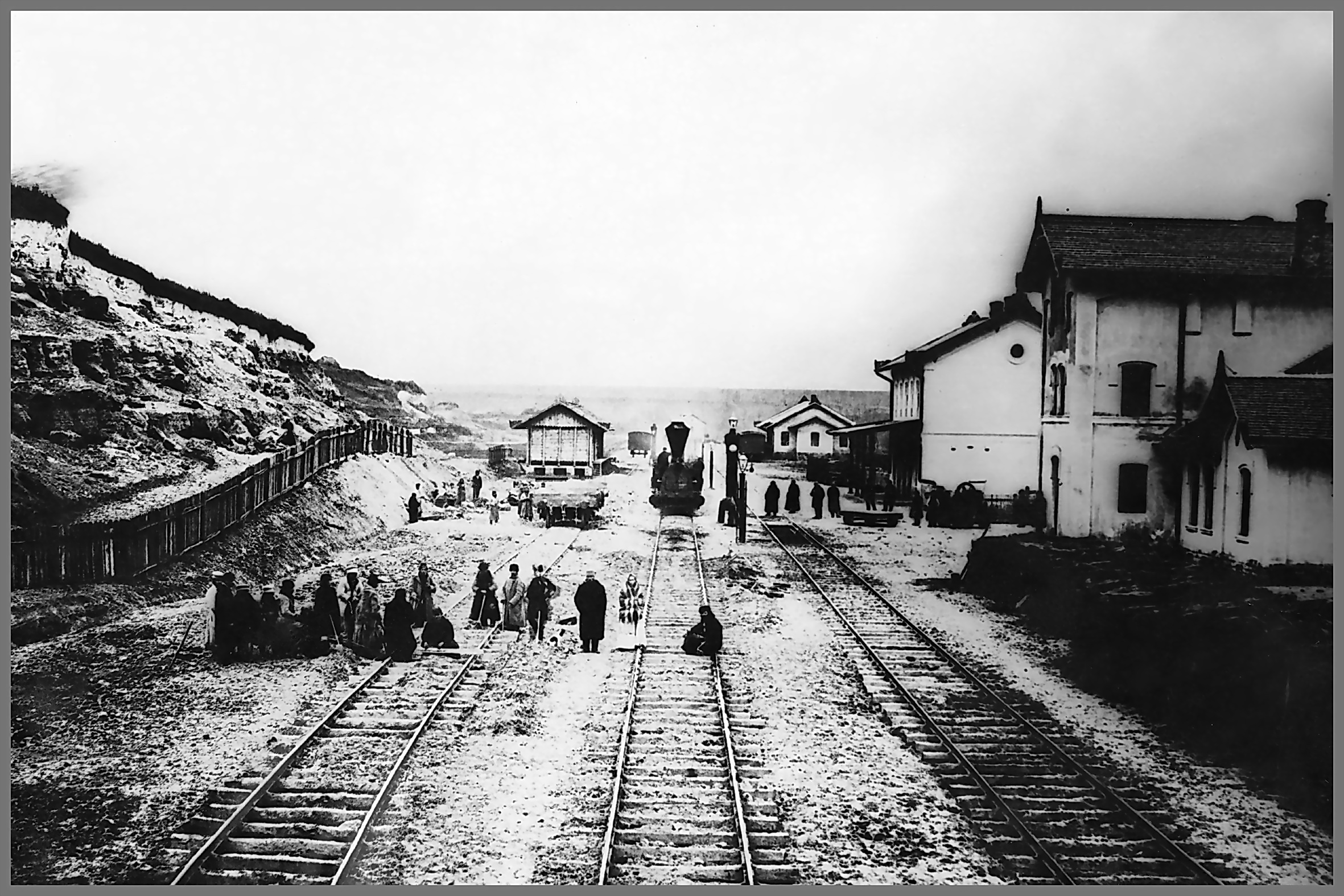
Stacja w XIX w.